# Ferrovia Isili-Villacidro
La ferrovia Isili-Villacidro era una linea ferroviaria a scartamento ridotto della Sardegna.

## Storia

La stazione di Villacidro negli anni di attività

La Isili-Villacidro fu costruita negli anni dieci del Novecento per conto della Ferrovie Complementari della Sardegna, società che ottenne la concessione per le linee a scartamento ridotto della Marmilla nel 1912 e che inaugurò la Isili-Villacidro il 21 giugno 1915, con i treni che nel primo periodo trasportarono spesso anche i soldati diretti al fronte della prima guerra mondiale. La ferrovia, a scartamento ridotto da 950 mm, fu progettata da Stanislao Scano, Dionigi Scano e Gracco Tronci, con un tracciato che avrebbe collegato il Sarcidano con la Marmilla, il Campidano e con la rete dell'allora Compagnia Reale delle Ferrovie Sarde a Sanluri, con in più una diramazione che da Villamar si sarebbe sviluppata sino ad Ales. I due capolinea designati furono Villacidro e Isili, quest'ultima già attraversata dalla ferrovia delle Strade Ferrate Secondarie della Sardegna per Cagliari e per Sorgono. La nuova linea non si innestava però nello scalo isilese ma in aperta campagna, nella stazione di diramazione di Sarcidano (sempre nel comune di Isili), realizzata per l'occasione in un tratto in variante sulla linea per Sorgono e distante circa 5 km da Isili: per questo il tratto Isili-Sarcidano, attivo dal 1889, ospitò in quegli anni i treni delle due compagnie ferroviarie venendo tuttavia gestito dalle sole SFSS. Questa situazione mutò sei anni dopo l'inaugurazione, quando le FCS assorbirono le Strade Ferrate Secondarie della Sardegna.

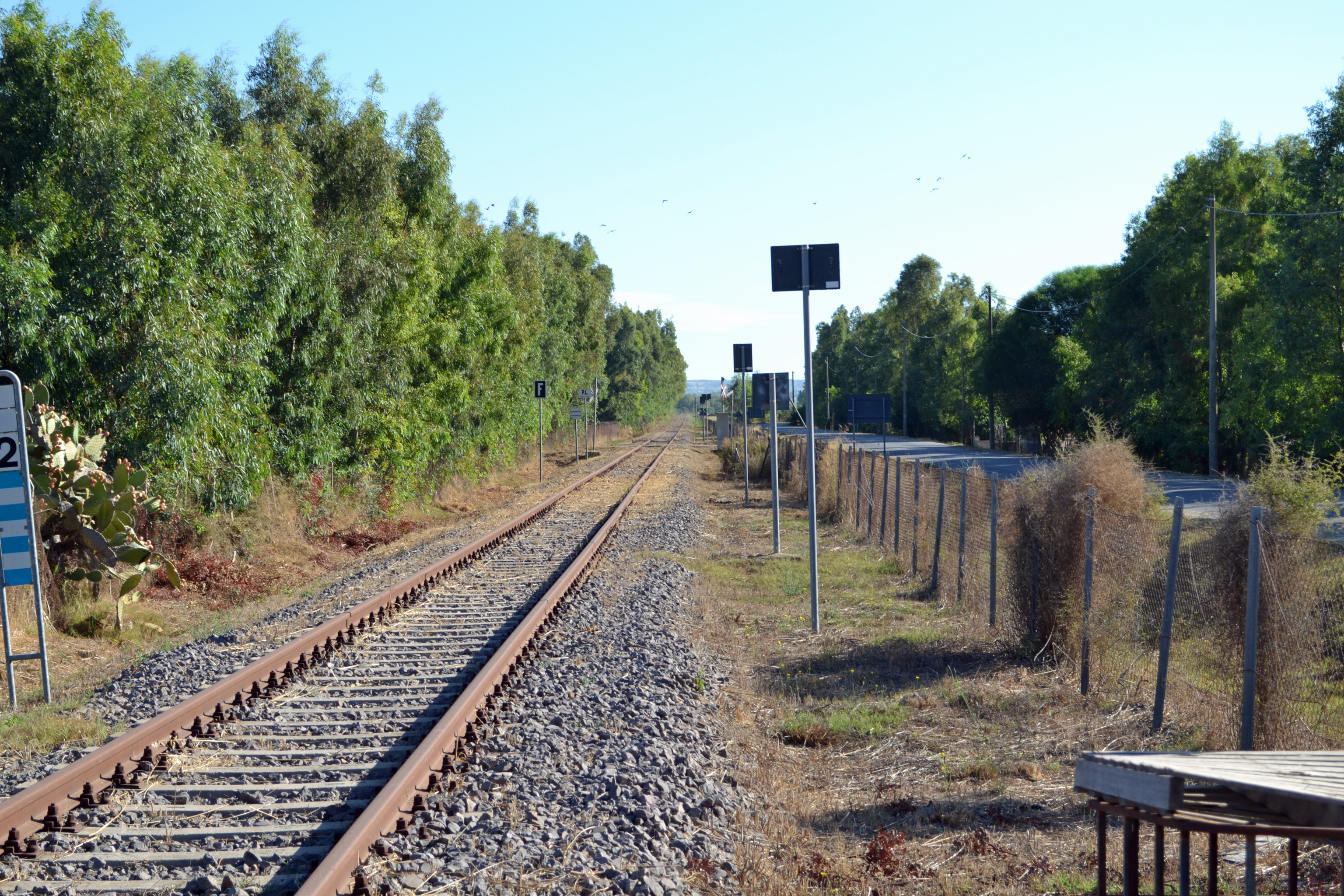
Il sedime della ferrovia nei pressi di Sanluri Stato, con i binari del raccordo FS per Villacidro posati in luogo di quelli FCS

Dopo la seconda guerra mondiale, si parlò di un possibile collegamento tra la ferrovia e la Siliqua-Calasetta delle Ferrovie Meridionali Sarde, con una bretella che avrebbe collegato Villacidro a Siliqua nell'ambito del più volte auspicato processo di interconnessione della rete secondaria isolana (quest'intervento era peraltro previsto sin dal 1926). Ma i piani delle FCS e del Ministero dei Trasporti furono ben altri e la ferrovia fu la prima, insieme alla Villamar-Ales, a entrare nella lista delle ferrovie dismesse della rete di trasporto pubblico sarda: infatti il 5 settembre 1956, dopo 41 anni di attività, la storia della Isili-Villacidro terminò, lasciando posto alle autolinee. La ferrovia fu smantellata, ad esclusione del preesistente tratto da Isili a Sarcidano, oggi attivo per i convogli turistici del Trenino Verde diretti a Sorgono. Una porzione del tracciato dismesso è stata riconvertita a pista ciclabile, mentre buona parte del sedime tra la stazione di Sanluri Stato e Villacidro ospita invece i binari di un raccordo a scartamento ordinario, inaugurato il 25 ottobre 1986 e lungo 8 km, che collega la zona industriale villacidrese con la Dorsale Sarda.

## Caratteristiche

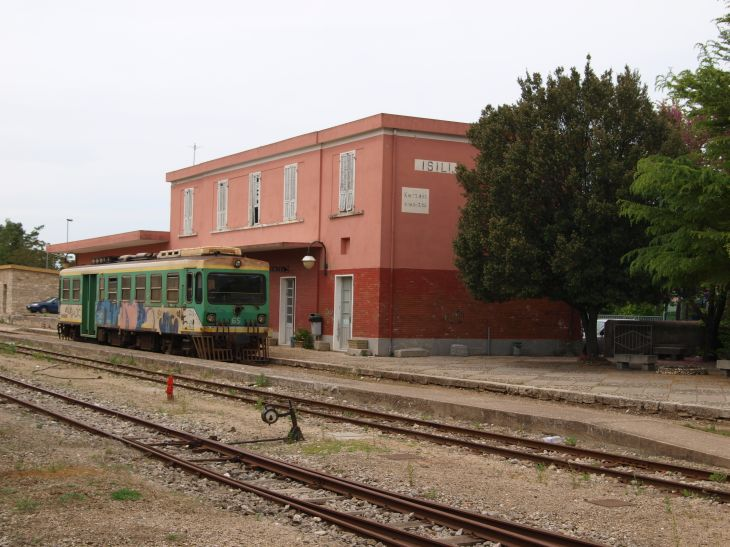
La stazione di Isili, ancora attiva per la linea verso Cagliari e per quella turistica verso Sorgono

La linea si sviluppava su una lunghezza di quasi 70 km, a binario unico privo di elettrificazione, comprensivi di un tratto di 5,6 km (ancora in esercizio, sebbene esclusivamente turistico) in comune con la Isili-Sorgono. Come nel resto della rete complementare pubblica dell'isola lo scartamento adottato era quello ridotto da 950 mm, con rotaie da 21 kg/m unite da traverse in rovere.
Da un punto di vista altimetrico la ferrovia presentava la quota maggiore a Isili, poco sopra i 500 m s.l.m., mentre a Sanluri Stato si toccava il minimo a quota 16 m s.l.m.; i dislivelli massimi raggiunti lungo il tracciato arrivavano a punte del 28‰, con un raggio minimo di curvatura di 80 m. Complessivamente la linea era dotata di 10 stazioni, 2 fermate e di 41 case cantoniere.

### Percorso
| Continuation backward |

| Station on track |

|  | Unknown route-map component "eABZg2" | Unknown route-map component "exSTRc3" |

|  | Station on track + Unknown route-map component "exSTRc1" | Unknown route-map component "exSTR+4" |

| Unknown route-map component "CONTgq" | Unknown route-map component "exKRZr" | Unknown route-map component "exSTRr" |

| Unknown route-map component "exBHF" |

| Unknown route-map component "exBHF" |

| Unknown route-map component "exBHF" |

| Unknown route-map component "exHST" |

| Unknown route-map component "exHST" |

| Unknown route-map component "exCONTgq" | Unknown route-map component "exABZg+r" |  |

| Unknown route-map component "exBHF" |

| Unknown route-map component "exBHF" |

| Unknown route-map component "exBHF" |

| Unknown route-map component "STR+l" | Unknown route-map component "xdKRZ" | Unknown route-map component "CONTfq" |

| Unknown route-map component "dDST" | Unknown route-map component "exBHF" | Unknown route-map component "d" |

| Unknown route-map component "dCONTgq" | One way rightward + Unknown route-map component "SHI3l" | Unknown route-map component "xdSHI3g+r" |  | Unknown route-map component "d" |

| Unknown route-map component "KINTaq" | Unknown route-map component "xABZgr" |  |

| Unknown route-map component "exKBHFe" |

La linea aveva origine dalla stazione di Isili, posta lungo la dorsale a scartamento ridotto che da Cagliari giunge a Sorgono. Il primo tratto di ferrovia, comune alla linea per il Mandrolisai e per questo ancora in esercizio (seppure esclusivamente turistico) procede in discesa altimetrica verso nord, costeggiando quelle che dal 1991 sono le sponde del lago artificiale di Is Barrocus, valicato con un ponte seguito da una breve galleria. Proprio il tracciato nella zona dove poi sorse il bacino fu oggetto di modifiche in occasione della realizzazione della ferrovia per Villacidro: per consentire la realizzazione della stazione di Sarcidano, scalo di diramazione della ferrovia, fu approntata una variante al tracciato originario della Isili-Sorgono che ne estese lievemente la lunghezza.

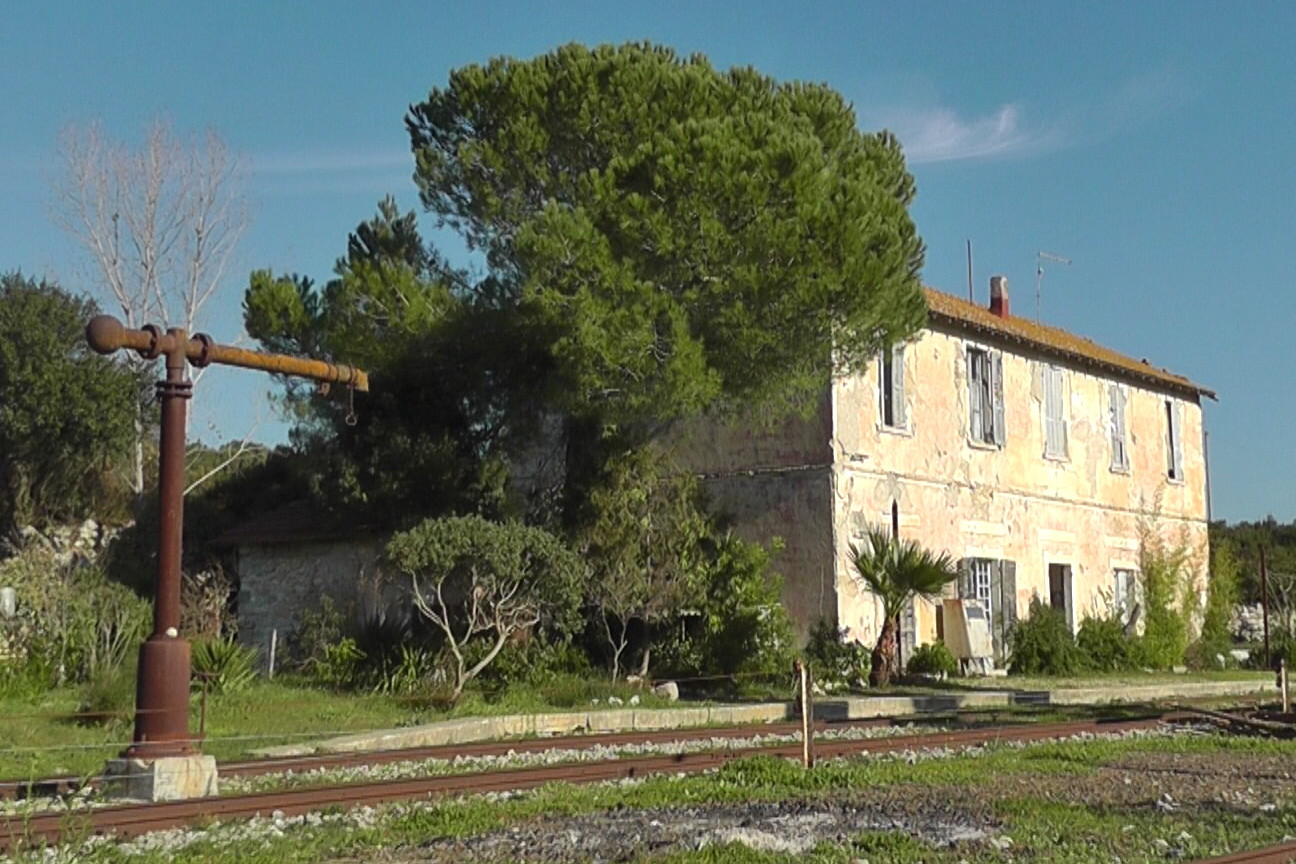
La linea si distaccava da quella per Sorgono nella stazione di Sarcidano

La stazione campestre di Sarcidano costituiva l'origine effettiva della ferrovia, che lasciava la linea per Sorgono a nord e proseguiva a ovest verso l'abitato di Nuragus, dotato di una stazione da cui poi il tracciato virava verso sud divenendo più tortuoso, continuando la discesa di quota e giungendo nelle stazioni di Gesturi e Barumini, dopo la quale il percorso si affiancava in buona parte dello sviluppo a quello della odierna SS 197 attraversando le fermate di Las Plassas e Villanovafranca.
Il successivo tratto conduce al bivio della rete costruita dalle FCS, posto a Villamar, dalla cui stazione aveva origine la linea per Ales; da questo impianto la ferrovia continuava verso sud sino alla stazione di Furtei, nelle cui vicinanze aveva termine la lunga discesa di quota iniziata a Isili: con una virata verso ovest il sedime entrava in leggera salita a Sanluri, nel cui abitato era posta la principale stazione della ferrovia (nonché l'unica di prima classe), Sanluri Complementari, che fu sede degli uffici, delle officine sociali e della direzione di esercizio delle FCS, poi trasferiti a Cagliari dopo l'acquisizione delle SFSS. Lasciato il centro campidanese il tracciato proseguiva in discesa verso sud sempre in territorio sanlurese verso la frazione di Strovina, alle cui porte i binari incrociavano a raso quelli della ferrovia Cagliari-Golfo Aranci nell'area delle due stazioni di Sanluri Stato, con quella FCS che era posta a sud di quella delle FS. Tale scalo (di cui non permangono tracce) permise l'interscambio passeggeri con la principale ferrovia sarda ed in generale con la rete isolana delle Ferrovie dello Stato, oltre a garantire l'intermodalità delle merci, possibile stante la presenza di un'area di carico comune tra i due scali. Nell'area di Sanluri Stato, sita a ridosso di una ex stagno prosciugato e bonificato, la ferrovia toccava inoltre la propria quota altimetrica minore.

Il principale scalo della ferrovia fu la stazione di Sanluri Complementari

L'ultimo tratto di ferrovia è stato in buona parte ricostruito negli anni ottanta dalle FS, che hanno realizzato un raccordo di circa 8 km verso l'area industriale di Villacidro sfruttando quasi integralmente il sedime degli anni dieci del Novecento: la linea lasciata Sanluri Stato prende la direzione sud-ovest con un tracciato quasi interamente rettilineo e in leggera salita, mentre negli ultimi chilometri (non ricostruiti) affrontava ascese maggiori verso il più popoloso dei centri posti lungo la linea, Villacidro, nella cui stazione aveva termine la ferrovia.